# Кобланды Токтарбайулы
Кобланды́ Токтарба́йулы (каз. Қобыланды Тоқтарбайұлы, жил в XV веке) — полулегендарный казахский батыр и народный герой.
Кобланды-батыр происходил из рода кыпчак, а именно — из подразделения кара-кыпчак (каз. қара қыпшақ). Согласно преданиям, Кобланды жил во времена правления чингизида Абу-л-Хайра в XV веке и был одним из его военачальников. По словам Шакарима Кудайбердиева, именно Кобланды стал причиной образования Казахского ханства: Кобланды убил враждовавшего с ним Даирходжу (Акжола) из аргынов, и Жанибек-хан потребовал выдать его для проведения шариатского суда, но Абу-л-Хайр-хан отказал ему. Тогда аргыны и кереи во главе с Жанибеком и Кереем отделились от Абу-л-Хайра и откочевали на восток.

## Эпос «Кобланды-батыр»
В народном эпосе «Кобланды-батыр» описывается борьба Кобланды против кызылбашей (Сефевиды) и Казан-хана, говорится о битвах с Алшагыр-ханом и потомками Едиге-батыра. Эпос впервые был письменно зафиксирован Ибраем Алтынсариным со слов Марабай-жырау. Отрывки из эпоса были опубликованы в изданиях «Дала уалаяты» (1899), «Туркестанские ведомости» (1899), «Тургайская газета» (1901), «Труды Оренбургской научной комиссии» (1910). Версия Туякбая была издана в 1914 году в Казани, а версии, собранные Абубакиром Диваевым были изданы 1922 году в Ташкенте. На сегодняшний день существует около 29 версий данного эпоса.

## В средневековых источниках
В отличие от Чуры Нарыкова, Едиге и Манаса, Кобланды вообще не известен по средневековым письменным источникам.

## Память
- Мавзолей Кобыланды-батыра — расположен на левом берегу реки Кобда. В 1995 году на месте захоронения был установлен камень, а в 2007 году был построен мавзолей высотой 17,5 м и шириной 12 м, который напоминает традиционный шлем казахских батыров[4].
- В Кызылорде в 2009 году воздвигнут 12-метровый памятник Кобланды-батыру. Авторами памятника являются архитектор Сагидолла Кубашев и скульптор Муратбай Умбетов. Стоимость проекта: 72 млн тенге[5].
- Центральный стадион им. Кобланды-батыра в городе Актобе.
- Именем Кобланды-батыра названы улицы в Астане, Актобе, Кентау (Туркест. обл.), Костанае, в посёлках Айтеке-Би (Кызылорд. обл.) и Зачаганск (ЗКО).
- Село Щербаково в Костанайской области изначально называлось «Кобланды».
- В 2016 году в Костанае на пересечении улиц Кобланды-батыра (бывш. ул. Герцена) и Киевской был установлен памятник Кобланды Токтарбайулы[6].